# Liberty Bowl 2019
Match précédent Match suivant
Le Liberty Bowl 2019 est un match de football américain de niveau universitaire joué après la saison régulière de 2019, le 31 décembre 2019 au Liberty Bowl Memorial Stadium de Memphis dans l'État du Tennessee aux États-Unis.
Il s'agit de la 61e édition du Liberty Bowl.
Le match met en présence l'équipe des Midshipmen de la Navy issue de l'American Athletic Conference et l'équipe des Wildcats de Kansas State issue de la Big 12 Conference.
Il débute à 14 h 45 locales et est retransmis à la télévision par ESPN.
Sponsorisé par la société AutoZone (en), le match est officiellement dénommé le AutoZone Liberty Bowl 2019.
La Navy gagne le match sur le score de 20 à 17.

## Présentation du match
Il s'agit de la première rencontre entre les deux équipes.
| Équipes                                                                                     | Conférences | Entraîneurs          | Stats. saison rég. | Classements avant le bowl | Classements avant le bowl | Classements avant le bowl |
| ------------------------------------------------------------------------------------------- | ----------- | -------------------- | ------------------ | ------------------------- | ------------------------- | ------------------------- |
| Équipes                                                                                     | Conférences | Entraîneurs          | Stats. saison rég. | CFP                       | AP                        | Coaches                   |
| Midshipmen de la Navy                                                                       | AAC         | Ken Niumatalolo (en) | 10 - 2             | 23                        | 21                        | 21                        |
| Wildcats de Kansas State                                                                    | B12         | Chris Klieman (en)   | 8 - 4              | NC                        | NC                        | NC                        |
| - Arbitre : Tra Blake (ACC) - Équipe donnée favorite par les bookmakers : Navy par 2 points |             |                      |                    |                           |                           |                           |

### Midshipmen de la Navy
Avec un bilan global en saison régulière de 10 victoires et 2 défaites (7-1 en matchs de conférence), Navy est éligible et accepte l'invitation pour participer au Liberty Bowl de 2019.
Ils terminent 1er de la West Division de l'American Athletic Conference à égalité avec no 17 Memphis.
À l'issue de la saison 2019 (bowl non compris), ils seront classés #23 aux classements CFP et #21 aux classements AP et Coaches.
À l'issue de la saison 2019 (bowl compris), ils seront classés #20 aux classements AP et Coaches, le classement CFP n'étant pas republié après les bowls.
C'est leur 2e participation au Liberty Bowl :
| Saisons | Dates            | Vainqueurs            | Scores  | Finalistes            | Bilan     |
| ------- | ---------------- | --------------------- | ------- | --------------------- | --------- |
| 1981    | 30 décembre 1981 | Buckeyes d'Ohio State | 31 - 28 | Midshipmen de la Navy | D : 0 - 1 |

### Wildcats de Kansas State
Avec un bilan global en saison régulière de 8 victoires et 4 défaites (5-4 en matchs de conférence), Kansas State est éligible et accepte l'invitation pour participer au Liberty Bowl de 2019.
Ils terminent 4e de la Big 12 Conference derrière no 7 Oklahoma, no 13 Baylor et Oklahoma State.
À l'issue de la saison 2019, ils n'apparaissent pas dans les classements CFP, AP et Coaches.
C'est leur 2e participation au Liberty Bowl :
| Saisons | Dates          | Vainqueurs               | Scores  | Finalistes               | Bilan     |
| ------- | -------------- | ------------------------ | ------- | ------------------------ | --------- |
| 2015    | 2 janvier 2016 | Razorbacks de l'Arkansas | 45 - 23 | Wildcats de Kansas State | D : 0 - 1 |

## Résumé du match
Début du match à  14 h 51 locales, fin à  17 h 53 locales pour une durée totale de jeu de 3 h 02 min.
Températures de 10 °C, vent de sud-ouest de 16 km/h, ciel dégagé.
| QT            | Temps         | Drive         | Drive         | Drive         | Équipe        | Description de l'action | Score | Score |
| ------------- | ------------- | ------------- | ------------- | ------------- | ------------- | --- | ----- | ----- |
| QT            | Temps         | Jeux          | Yards         | TDP           | Équipe        | Description de l'action | NAVY  | KSU   |
| 1             | 04:26         | 11            | 55            | 06:38         | NAVY          | FG de 21 yards par K Nichols Bijan | 3     | 0     |
|               |               |               |               |               |               | |       |       |
| 2             | 13:13         | -             | -             | -             | KSU           | TD à la suite d'une retour de punt sur 66 yards par WR Brooks, Phillip + 1 point de conversion par K Lynch Blake                               | 3     | 7     |
| 2             | 09:31         | 8             | 75            | 03:42         | NAVY          | TD de 27 yards par RB Makekau Keoni-Kordel à la suite d'une réception de passe du QB Perry Malcolm + 1 point de conversion par K Nichols Bijan | 10    | 7     |
| 2             | 02:27         | 13            | 49            | 06:59         | KSU           | FG de 39 yards par K Lynch Blake | 10    | 10    |
|               |               |               |               |               |               | |       |       |
| 3             | 10:15         | 7             | 75            | 04:45         | NAVY          | TD à la suite d'une course de 20 yards par WR Warren Chance + 1 point de conversion par K Nichols Bijan                                        | 17    | 10    |
|               |               |               |               |               |               | |       |       |
| 4             | 05:14         | 6             | 79            | 03:12         | KSU           | TD à la suite d'une course de 1 yard par QB Thompson Skylar + 1 point de conversion par K Lynch Blake                                          | 17    | 17    |
| 4             | 00:02         | 13            | 70            | 05:12         | NAVY          | FG de 23 yards par K Nichols Bijan | 20    | 17    |
|               |               |               |               |               |               | |       |       |
| Score final : | Score final : | Score final : | Score final : | Score final : | Score final : | Score final : | 20    | 17    |

## Statistiques
| Nom                | Poste | Équipe |
| ------------------ | ----- | ------ |
| Malcolm Perry (en) | QB    | Navy   |

| Statistiques                           | Midshipmen de la Navy                                 | Wildcats de Kansas State                               |
| -------------------------------------- | ----------------------------------------------------- | ------------------------------------------------------ |
| 1er down                               | 19                                                    | 10                                                     |
| 1er down à la course                   | 13                                                    | 5                                                      |
| 1er down à la passe                    | 4                                                     | 5                                                      |
| 1er down suite pénalité                | 2                                                     | 0                                                      |
| Conversion de 3e down                  | 7/15                                                  | 1/8                                                    |
| Conversion de 4e down                  | 2/2                                                   | 2/2                                                    |
| Jeux–yards                             | 63 jeux pour 421 yards                                | 41 jeux pour 170 yards                                 |
| Yards à la course                      | 54 courses pour 323 yards (moyenne de 6 yards/course) | 27 courses pour 46 yards (moyenne de 1,7 yards/course) |
| Yards à la passe                       | 98                                                    | 124                                                    |
| Passes : Réussies-Tentées-Interceptées | 6/9 passes complétées, 0 interception                 | 10/14 passes complétées, 0 interception                |
| Réussite en zone rouge/chances         | 3/3                                                   | 2/2                                                    |
| TD                                     | 2                                                     | 2                                                      |
| Field Goals                            | 2/3                                                   | 1/1                                                    |
| Sacks (Nombre-Yards)                   | 3 pour 7 yards adverses perdus                        | 1 pour 4 yards adverses perdus                         |
| Fumbles (Nombre/Perdus)                | 1/0                                                   | 4/1                                                    |
| Pénalités (Nombre/Yards perdus)        | 7 pour 55 yards perdus                                | 5 pour 40 yards perdus                                 |
| Temps de possession                    | 36:31                                                 | 23:29                                                  |

| Midshipmen de la Navy    |                 |                                                                          |
| Quarterback              | Perry Malcolm   | 5/7 passes complétées, 57 yards, 0 interception, 1 TD, 1 sack subi       |
| Meilleur coureur         | Perry Malcolm   | 28 courses pour 213 yards nets gagnés, 0 TD, moyenne de 7,6 yards/course |
| Meilleur receveur        | Warren Chance   | 1 réceptions pour 41 yards gagnés, 0 TD                                  |
| Meilleur tackler         | Fagot Diego     | 7 tacles en solo, 2 TFL (3 yards), 2 sacks (3 yards), 1 FF               |
| Wildcats de Kansas State |                 |                                                                          |
| Quarterback              | Thompson Skylar | 10/14 passes complétées, 124 yards, 0 interception, 0 TD, 3 sacks subis  |
| Meilleur coureur         | Gilbert James   | 8 courses pour 39 yards nets gagnés, 0 TD, moyenne de 4,9 yards/course   |
| Meilleur receveur        | Gill Wykeen     | 2 réceptions pour 57 yards gagnés, 0 TD                                  |
| Meilleur tackler         | Sullivan Elijah | 11 tacles dont 7 en solo                                                 |